# Nederlandsche Bond voor Vrouwenkiesrecht

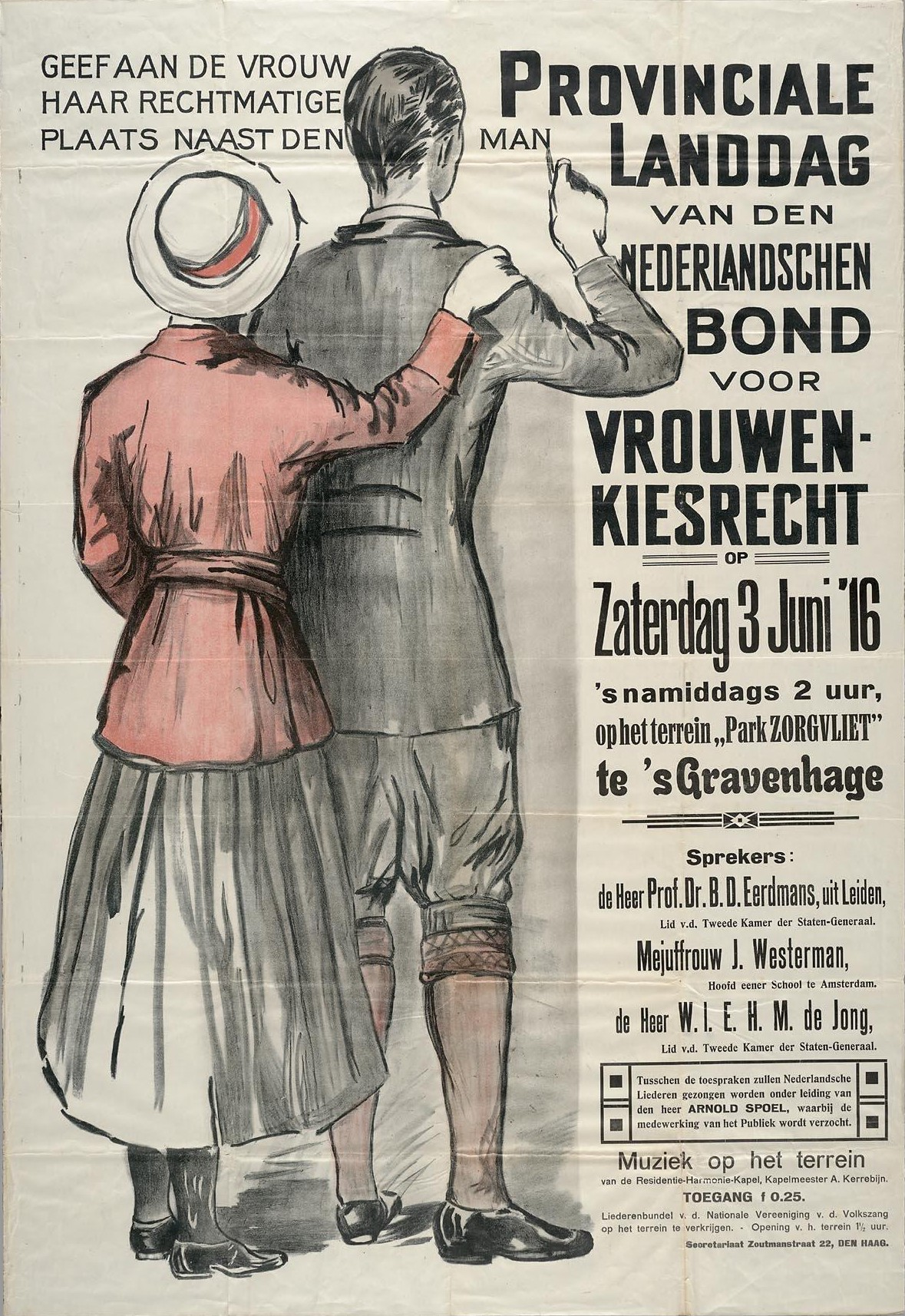
Aankondiging van een landdag in 1916

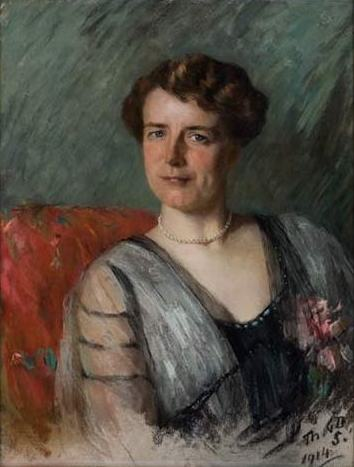
Bestuurslid Esther Welmoet Wijnaendts Francken-Dyserinck (1876-1956), door Thérèse Schwartze

De Nederlandsche Bond voor Vrouwenkiesrecht was een Nederlandse belangenvereniging voor vrouwenrechten tussen 1907 en 1920. De bond werd opgericht op 25 februari 1907, mede door Esther Welmoet Wijnaendts Franken-Dyserinck (1876-1956) en Lizzy van Dorp (1872-1945), omdat zij als ontevreden leden opstapten bij de Nederlandsche Vereeniging voor Vrouwenkiesrecht. Zij wilden een gematigder politieke koers varen en vonden het een gemis dat leden met een meer gematigde denkwijze niet of nauwelijks aan het bod kwamen binnen de Nederlandsche Vereeniging voor Vrouwenkiesrecht. De Nederlandsche Bond voor Vrouwenkiesrecht was weliswaar voor de invoering van het vrouwenkiesrecht, maar richtte zich daarnaast op de opvoeding van de vrouw zodat deze goed voorbereid zou zijn op de bij de nieuw verworven rechten horende verantwoordelijkheden. Ook werd het ledenpubliek aangeduid als meer 'deftig' waar andere organisaties als meer 'militant' werden omschreven. Een ander duidelijk verschil met de Vereeniging was dat de Bond ook mannen toeliet in alle bestuursfuncties. De twee verenigingen leefden dusdanig in onmin met elkaar dat ze hun leden aanraadden om het lidmaatschap bij de ander op te zeggen.
De Bond was, net als de Vereeniging, georganiseerd in afdelingen die ieder weer hun eigen activiteiten, vergaderingen en bestuur hadden. In 1920 fuseerde ze met de Vereeniging tot Verbetering van den Maatschappelijken en den Rechtstoestand der vrouw in Nederland (opgericht in 1897), medeopgericht door Eduard Fokker tot de Nederlandse Unie voor Vrouwenbelangen.
De Bond gaf het tijdschrift De Ploeger vanaf de oprichting tot de fusie in 1920 uit. Het blad was bedoeld om de diverse afdelingen van de activiteiten van de Bond op de hoogte te houden en bevatte daarnaast algemene beschouwingen over vrouwenkiesrecht.

## Bestuursleden
Bestuursleden van de Bond waren onder anderen: 
- Elisabeth Carolina van Dorp (1907-1908, medeoprichter en voorzitster)
- Eduard Fokker (omstreeks 1916 en nog in 1918, ondervoorzitter)
- Johan Hendrik Lasonder (1907-1911, secretaris & 1912-19??, bestuurder)[6]
- Clara Wichmann (1907-1911, medeoprichtster en secretaresse)[7]
- Esther Welmoet Wijnaendts Francken-Dyserinck (1908-1910, medeoprichtster en voorzitster)
- Maria Boissevain-Pijnappel